# 鲍勃·德纳尔
鲍勃·德纳尔（法語：Bob Denard，1929年4月7日—2007年10月13日），本名吉尔贝·布尔若（Gilbert Bourgeaud），法籍雇佣兵，曾在亚、非多国发动政变，并暗杀各国政要。

## 生平

### 早年生活
鲍勃·德纳尔早年在法国海军服役，曾参与法越战争以及驻守法属阿尔及利亚。1952年至1957年间，他在摩洛哥担任警察；阿尔及利亚战争时则替法国特工工作。
1961年12月，德纳尔在加丹加展开了其超过30年的雇佣兵生涯，受罗歇·福尔克（Roger Faulque）指挥。德纳尔在当地战斗，直至1963年1月莫伊兹·冲伯被推翻，后来德纳尔和他的部下流亡到葡属安哥拉。德纳尔曾参与津巴布韦、也门、伊朗、尼日利亚、贝宁、加蓬、安哥拉、扎伊尔和科摩罗的冲突，包括超过20次的军事政变。法国被认为在背后支持德纳尔的大部分行动，以维持在其前殖民地的影响力。
1963年中，德纳尔抵达北也门，随后，纳赛尔主义政府和君主主义部落之间发生冲突，北也门内战爆发，其中君主主义者受到西欧国家和沙地阿拉伯支持。法国和英国聘用了包括德纳尔的一些雇佣兵，训练志愿者战斗技巧。
18个月后，德纳尔受雇于当时正出任利奥波德维尔中央政府总理的莫伊兹·冲伯，返回刚果。他在刚果战斗了两年，抵抗得到中国和古巴支援的前总理帕特里斯·卢蒙巴的支持者。（卢蒙巴被政敌推翻后，在1961年遇害。）而此前推翻卢蒙巴的行动则受到美国中央情报局和比利时的暗中支援。德纳尔在当地负责领导一个法国雇佣兵单位，在1966年7月曾协助阻止一起企图政变。
1年后，德纳尔开始支持在东刚果叛乱的加丹加分离主义分子以及比利时雇佣兵。不久叛军在布卡武被围困，德纳尔在战斗中受伤，遂与一众伤兵逃亡到罗得西亚。从1960年代末期至1970年代末期，德纳尔曾参与一连串的雇佣兵活动。

### 科摩罗
德纳尔曾在科摩罗发动多起军事政变，4次推翻政府。1975年该国独立不久，德纳尔便受阿里·萨利赫雇用，驱逐第一任总统艾哈迈德·阿卜杜拉。
1977年，他在贝宁发动政变未遂；同年又在罗德西亚参与一些行动。后来，他率领43人成功推翻当时总统阿里·萨利赫。萨利赫于1978年5月29日在不明情况下被杀。在德纳尔的协助下，艾哈迈德·阿卜杜拉重新出任总统。此后11年（1978年－1989年），德纳尔任科摩罗总统卫队长，把持该国实权。期间，他改信伊斯兰教，改名赛义德·穆斯塔法·马杰布，并娶了6名妻子。
1989年，因为担心可能发生军事政变，艾哈迈德·阿卜杜拉总统签署法令，命令德纳尔领导的总统卫队解散。该法令签署后不久，一名军事人员进入总统办公室，射杀艾哈迈德·阿卜杜拉，并伤及德纳尔。数天后，法国协助德纳尔逃到南非。

#### 1995年政变
1995年9月27日晚上，德纳尔率领30名雇佣军乘橡皮艇登陆科摩罗海滩，试图推翻赛义德·穆罕默德·乔哈尔总统。10月4日，根据法国与科摩罗达成的协议，法国军队介入事件，阻止了该次政变。但乔哈尔的职位并没有被恢复，总统职位由法国支持的穆罕默德·塔基·阿卜杜勒-卡利姆继任。德纳尔则被法国对外安全总局拘捕，押返巴黎接受审讯。

### 审讯
德纳尔被押返法国后，因为1989年在科摩罗企图发动政变，在1999年5月接受审讯，他被指控谋杀艾哈迈德·阿卜杜拉总统，但因证据不足获无罪释放。2006年6月20日，德纳尔因为在1995年发动军事政变，试图推翻穆罕默德·塔基·阿卜杜勒-卡利姆总统，在巴黎被定罪，判入狱5年緩刑。2007年10月14日，德纳尔的死讯被公布。